# Like I'm Gonna Lose You
Like I'm Gonna Lose You è un brano musicale della cantautrice americana Meghan Trainor (in duetto con il cantante John Legend) estratto come quarto singolo dall'album di debutto Title. Il brano è stato scritto dalla stessa Meghan Trainor insieme a Justin Weaver e Caitlyn Smith, ed è entrato in rotazione radiofonica dal 23 giugno 2015.
La canzone ha raggiunto la posizione 8 della Billboard Hot 100 vendendo negli Stati Uniti 2 000 000 copie. Il brano ha avuto un grandissimo successo in Oceania, dove la canzone ha raggiunto la vetta delle classifiche neozelandesi e australiane, aggiudicandosi in entrambi un doppio platino.

## Classifiche
| Paese             | Posizione |
| ----------------- | --------- |
| Australia         | 1         |
| Canada            | 11        |
| Nuova Zelanda     | 1         |
| Stati Uniti       | 8         |
| Regno Unito       | 99        |
| Irlanda           | 96        |
| Italia            | 100       |
| Sudafrica         | 6         |
| Belgio (Vallonia) | 36        |